# SMAP
SMAP là một nhóm nhạc nam của Nhật Bản, bao gồm các thành viên Nakai Masahiro, Kimura Takuya, Inagaki Goro, Kusanagi Tsuyoshi và Katori Shingo. Nhóm do nhà sản xuất âm nhạc Johnny Kitagawa - người sáng lập hãng giải trí Johnny & Associates - thành lập năm 1988. Ban đầu nhóm có sáu thành viên với sự góp mặt của Mori Katsuyuki nhưng anh đã rời nhóm vào năm 1996. Tên nhóm là viết tắt của cụm từ tiếng Anh "Sports Music Assemble People" (tạm dịch: Những người đam mê âm nhạc và thể thao). Sau màn ra mắt năm 1991, nhóm đã tạo nên cơn bão trong ngành công nghiệp giải trí Nhật Bản, trở thành một trong những ban nhạc nam thành công nhất ở châu Á. Nhóm thường được xem là "bảo vật quốc gia" hay "báu vật và tài sản của đất nước" tại xứ sở hoa anh đào.
SMAP được xem là biểu tượng tại Nhật Bản sau khi đạt được thành công rực rỡ chưa từng có ở nhiều mảng trong ngành giải trí, bao gồm: âm nhạc, truyền hình, điện ảnh, radio và sân khấu kịch trên phương diện cả nhóm lẫn từng cá nhân. SMAP được xem là có công trong việc thay đổi cả ngành công nghiệp giải trí và âm nhạc Nhật Bản khi kéo dài tuổi thọ của các nhóm nhạc nam cũng như mở rộng sự nghiệp để tạo ra các cơ hội mới cho những ban nhạc nối gót sau này. Nhóm đã bắt đầu với tư cách một nhóm nhạc nam điển hình với lực lượng người hâm mộ chủ yếu là các thiếu nữ tuổi teen nhưng họ đã từng bước mở rộng các đối tượng khán giả, bao gồm cả thiếu nhi, nam giới trưởng thành và thậm chí là người già sau những thành công của nhóm trong vai trò diễn viên và các nhân vật truyền hình.
SMAP đã phát hành 55 đĩa đơn (single) và tất cả đều nằm trong top 10 của các bảng xếp hạng âm nhạc. Nhóm có 33 đĩa đơn đạt hạng 1, trong đó 22 đĩa đơn liên tiếp được xếp hạng 1. Về album, nhóm có 24 album nằm trong top 10 và 14 album hạng 1. "Sekai ni Hitotsu dake no Hana" (tạm dịch: Bông hoa duy nhất trên thế giới) được phát hành vào năm 2003 là single bán chạy nhất thế kỷ 21 và thuộc top 3 single bán chạy nhất trong lịch sử Nhật Bản, trở thành một trong những bài hát dễ nhận ra nhất tại Nhật khi nó đã xuất hiện trong sách giáo khoa được sử dụng trong trường học và trẻ em đều được dạy bài này từ nhỏ. Các đĩa đơn bán chạy khác của nhóm là "Yozora no mukou", "Lion Heart", "Shake", "Aoi Inazuma" cũng là những bài hát nổi tiếng nhất tại Nhật. Trong suốt sự nghiệp của mình, nhóm đã bán hơn 38,5 triệu bản chỉ tính riêng tại Nhật.
Tháng 4 năm 1996, nhóm đã khởi động chương trình truyền hình hằng tuần, SMAPxSMAP, và sớm đạt lượt xem cao, trở thành một trong những chương trình truyền hình nổi tiếng nhất tại Nhật. Chương trình với hình thức mới lạ đã nhận được sự khen ngợi rộng rãi. Chương trình đã xếp hạng 1 trong bảng xếp hạng lượt xem của các hộ gia đình hằng năm trong năm 1996, 1997, 1999 - 2002, 2006 và trong năm 2016, chương trình trở thành chương trình truyền hình được xem nhiều nhất tại Nhật. Tính đến năm 2016, đây là chương trình truyền hình được chiếu trong khung giờ vàng dài thứ tám tại Nhật.
SMAP đã chính thức tan rã vào ngày 31 tháng 12 năm 2016.

## Thành viên
Thông tin được lấy từ trang web Johnny's net.
| Tên thành viên    | Ngày sinh  | Nhóm máu | Nơi sinh | Màu đại diện (trước) | Màu đại diện (sau) | Thời gian hoạt động | Thông tin thêm                                        |
| ----------------- | ---------- | -------- | -------- | -------------------- | ------------------ | ------------------- | ----------------------------------------------------- |
| Nakai Masahiro    | 18/08/1972 | A        | Kanagawa | Xanh dương           | Hồng               | 1988 - 2016         | Leader                                                |
| Kimura Takuya     | 13/11/1972 | O        | Tokyo    | Đỏ                   | Đỏ                 | 1988 - 2016         | Còn được gọi là Kimutaku, Captain                     |
| Inagaki Goro      | 08/12/1973 | O        | Tokyo    | Hồng                 | Xanh dương         | 1988 - 2016         |                                                       |
| Kusanagi Tsuyoshi | 09/07/1974 | A        | Saitama  | Vàng                 | Vàng               | 1988 - 2016         |                                                       |
| Katori Shingo     | 31/01/1977 | A        | Kanagawa | Xanh lá              | Xanh lá            | 1988 - 2016         | Bắt đầu đạo diễn cho các concert của nhóm từ năm 2008 |
| Mori Katsuyuki    | 19/02/1974 | B        | Tokyo    | Trắng                | -                  | 1988 - 1996         | Sau khi rời nhóm đã theo đuổi sự nghiệp đua xe        |

Trước đó, trong tiểu mục "Otomatsu-kun" của chương trình "Yume ga MORI MORI" thuộc đài truyền hình Fuji TV, nhân vật của các thành viên có tên và trang phục dựa theo các màu sắc nhất định. Sau này, trong tiểu mục  "BISTRO SMAP" của chương trình "SMAPxSMAP" được chiếu trên đài Fuji TV/Kansai Fuji TV, họ một lần nữa sử dụng lại các màu sắc đại diện ấy cho trang phục nhưng màu của Nakai Masahiro và Inagaki Goro đã thay đổi.

## Sự nghiệp

### Âm nhạc
Album phòng thu
- 1992: SMAP 001
- 1992: SMAP 002
- 1993: SMAP 003
- 1993: SMAP 004
- 1994: SMAP 005
- 1994: SMAP 006~SEXY SIX~
- 1995: SMAP 007~Gold Singer
- 1996: SMAP 008~TACOMAX
- 1996: SMAP 009
- 1997: SMAP 011 Su
- 1998: SMAP 012~VIVA AMIGOS!
- 1999: BIRDMAN~SMAP 013
- 2000: S map~SMAP 014
- 2002: SMAP 015/Drink! Smap!
- 2003: SMAP 016/MIJ
- 2005: SAMPLE BANG!
- 2006: Pop Up! SMAP
- 2008: super.modern.artistic.performance
- 2010: We are SMAP!
- 2012: GIFT of SMAP
- 2014: Mr.S

Album tổng hợp
- 1995: Cool
- 1997: Wool
- 2001: Smap Vest
- 2001: pamS
- 2011: SMAP AID
- 2016: SMAP 25 Years

### Chương trình truyền hình
| Năm       | Tên chương trình               | Vai trò                                      | Chú thích                                  |
| --------- | ------------------------------ | -------------------------------------------- | ------------------------------------------ |
| 1988      | Wa tto Atsumare                | Chính mình                                   |                                            |
| 1989      | Uta no Big Fight               | Dẫn chương trình                             |                                            |
| 1989–1991 | Idol Kyowakoku                 | Dẫn chương trình                             |                                            |
| 1990–1991 | SMAP no Gakuen Kids            | Dẫn chương trình                             |                                            |
| 1990–1999 | Shinshun Kakushigei Taikai     | Dẫn chương trình, khách mời                  |                                            |
| 1991–1996 | I Love SMAP                    | Dẫn chương trình                             |                                            |
| 1991–2015 | Music Station                  | Nghệ sĩ biểu diễn                            | Xuất hiện trong vài trò khách mời; 124 tập |
| 1991–2015 | FNS Kayousai                   | Dẫn chương trình, nghệ sĩ biểu diễn          | Xuất hiện trong vai trò khách mời; 27 tập  |
| 1991–2015 | Kohaku Uta Gassen              | Dẫn chương trình, nghệ sĩ biểu diễn          | Xuất hiện trong vai trò khách mời; 23 tập  |
| 1992–1995 | Yume ga Mori Mori              | Chính mình                                   |                                            |
| 1993–1996 | Kiss shita SMAP                | Dẫn chương trình                             |                                            |
| 1993–1997 | Idol On Stage                  | Dẫn chương trình, nghệ sĩ biểu diễn          |                                            |
| 1993–2015 | Music Station Super Live       | Nghệ sĩ biểu diễn                            | Xuất hiện trong vai trò khách mời; 20 tập  |
| 1994–1996 | Magical Zunou Power            | Chính mình                                   |                                            |
| 1994–2014 | Waratte Iitomo                 | Chính mình                                   |                                            |
| 1995      | SMAP no Gambarimashou          | Dẫn chương trình                             |                                            |
| 1995      | 24 Hour Television             | Dẫn chương trình                             | Telethon                                   |
| 1995      | Tokyo Friend Park 2            | Thí sinh                                     | Khách mời                                  |
| 1995–1997 | SMAP Toshikoshi                | Dẫn chương trình, nghệ sĩ biểu diễn          | Chương trình đặc biệt; pitập               |
| 1995–2015 | Sanma&SMAP                     | Dẫn chương trình                             | Chương trình đặc biệt; 21 tập              |
| 1996      | Super TV: SMAP 120 Days        | Chính mình                                   | Phim tài liệu                              |
| 1996      | FAN SMAP Special               | Nghệ sĩ biểu diễn                            | Chương trình đặc biệt; 1 tập               |
| 1996      | Bang! Bang! Bang!              | Chính mình                                   |                                            |
| 1996–2014 | 27 Hour Television             | Dẫn chương trình                             | Chương trình đặc biệt; 10 tập              |
| 1996–2010 | Utaban                         | Dẫn chương trình, nghệ sĩ biểu diễn          |                                            |
| 1996–2016 | SMAP×SMAP                      | Dẫn chương trình, đầu bếp, nghệ sĩ biểu diễn |                                            |
| 1998–2002 | SataSma                        | Dẫn chương trình                             |                                            |
| 2000      | SMAP Secret X'mas Party        | Dẫn chương trình                             | Chương trình đặc biệt; 1 tập               |
| 2002      | DeliSma                        | Dẫn chương trình                             |                                            |
| 2003      | Smao                           | Dẫn chương trình                             |                                            |
| 2003      | Tokyo Friend Park 2            | Thí sinh                                     | Khách mời                                  |
| 2003–2006 | Best Artist                    | Nghệ sĩ biểu diễn                            | Chương trình đặc biệt; 3 tập               |
| 2005      | 24 Hour Television             | Dẫn chương trình                             | Telethon                                   |
| 2007–2016 | Baby SMAP                      | Dẫn chương trình                             |                                            |
| 2009      | Fuji TV 50th Anniversary       | Dẫn chương trình                             | Chương trình đặc biệt; 1 tập               |
| 2009–2013 | SMAP Gambarimasu!              | Dẫn chương trình                             | Chương trình đặc biệt; 5 tập               |
| 2010–2015 | CDTV Special                   | Dẫn chương trình, nghệ sĩ biểu diễn          | Chương trình đặc biệt; 6 tập               |
| 2011      | Professional Shigoto no Ryuugi | Chính mình                                   | Phim tài liệu                              |
| 2011–2015 | Ongaku no Hi                   | Dẫn chương trình, nghệ sĩ biểu diễn          | Chương trình đặc biệt; 5 tập               |
| 2012–2015 | FNS Uta no Natsumatsuri        | Dẫn chương trình, nghệ sĩ biểu diễn          | Chương trình đặc biệt; 4 tập               |
| 2012–2015 | UTAGE                          | Dẫn chương trình, nghệ sĩ biểu diễn          |                                            |
| 2012–2015 | Ashita e Concert               | Dẫn chương trình, nghệ sĩ biểu diễn          | Chương trình đặc biệt; 5 tập               |
| 2013      | SMAP Go! Go!                   | Dẫn chương trình                             | Chương trình đặc biệt; 1 tập               |
| 2014      | TV Tokyo 50th Anniversary      | Dẫn chương trình                             | Chương trình đặc biệt; 1 tập               |
| 2014–2015 | SmaShip                        | Dẫn chương trình                             | Chương trình đặc biệt; 2 tập               |
| 2015      | Ichii Jyanakutte Iijyanai      | Dẫn chương trình                             | Chương trình đặc biệt; 2 tập               |
| 2015      | Bokura no Ongaku Our Music     | Dẫn chương trình, nghệ sĩ biểu diễn          | Chương trình đặc biệt; 1 tập               |
| 2015–2016 | NHK Nodojiman                  | Dẫn chương trình                             |                                            |

### Phim truyền hình
| Năm       | Tựa phim                                          | Trong vai | Chú thích                                                        |
| --------- | ------------------------------------------------- | --- | ---------------------------------------------------------------- |
| 1988–1989 | Abunai Shonen III                                 | Chính mình | Vai chính                                                        |
| 1992      | Motto, Tokimeki wo                                | Chính mình | Khách mời, chương trình đặc biệt                                 |
| 1997      | Boku ga Boku de Aru tame ni                       | - Nakai - Narise Hayato - Kimura - Kurosawa Riki - Inagaki - Kinoshita Masaki - Kusanagi - Mizoguchi Etsuro - Katori - Ozu Satoshi | Vai chính, chương trình đặc biệt                                 |
| 1999      | Furuhata Ninzaburo vs SMAP                        | Chính họ | Vai chính, tập đặc biệt của Furuhata Ninzaburo                   |
| 2001      | Yonimo Kimyo na Monogatari - SMAP Special Edition | - Nakai - Sagara Yoji - Kimura - Yunomoto Naoki - Inagaki - Tashiro Katsuya - Kusanagi - Honda Kenichiro - Katori - Tadano Ichiro  | Vai chính, chương trình đặc biệt                                 |
| 2004      | X'smap                                            | - Nakai - Jyunsa - Kimura - Ajii - Inagaki - Junior - Kusanagi - Master - Katori - Otto                                            | Vai chính, chương trình đặc biệt                                 |
| 2010      | Dokutomato Satsujin Jiken                         | Chính mình | Vai chính, chương trình đặc biệt                                 |
| 2013      | Furuhata vs SMAP The Aftermath                    | Chính mình | Vai chính, tập đặc biệt, phần sau của Furuhata Ninzaburo vs SMAP |
| 2014      | Oretachi ni Asu wa aru                            | Chính mình | Vai chính, chương trình đặc biệt                                 |
| 2014      | Sazae-san                                         | Chính mình (lồng tiếng) | Tập 7148: "Recipe for a Smile"                                   |

### Phim điện ảnh
| Năm  | Tựa phim | Trong vai | Chú thích |
| ---- | -------- | --- | --------- |
| 1994 | Shoot!   | - Nakai - Toshihiko Tanaka - Kimura - Yoshiharu Kubo - Inagaki - Keigo Umahori - Mori - Kenji Shiraishi - Kusanagi - Atsushi Kamitani - Katori - Kazuhiro Hiramatsu | Vai chính |

### Kịch
| Năm  | Tựa          | Trong vai | Chú thích |
| ---- | ------------ | --- | --------- |
| 1991 | Saint Seiya  | - Nakai - Pegasus Seiya - Kimura - Kaio Poseidon / Julian Solo - Inagaki - Phoenix Kazuki - Mori - Kignas Hyoga - Kusanagi - Dragon Shiryu - Katori - Andoromeda Shun | Vai chính |
| 1992 | Dragon Quest | | Vai chính |
| 1993 | Another      | | Vai chính |